# Richard Estep Lankford
Richard Estep Lankford (ur. 22 lipca 1914 w Wilmington, Delaware, zm. 22 września 2003 w Easton, Maryland) – amerykański polityk związany z Partią Demokratyczną. W latach 1955–1965 przez pięć kadencji Kongresu Stanów Zjednoczonych był przedstawicielem piątego okręgu wyborczego w stanie Maryland w Izbie Reprezentantów Stanów Zjednoczonych.